# 洲本ガス
- 洲本ガス
- 洲本瓦斯

洲本ガス株式会社（すもとガス、登記上の商号: 洲本瓦斯株式会社）は、兵庫県洲本市に本社を置く一般ガス事業者である。

## 概要
洲本市の中心区域に都市ガスの供給を行う企業である。洲本市及び周辺地域への液化石油ガス（LPガス）の供給は関連会社の洲本液化ガス株式会社が行っている。

## 供給区域
洲本市本町一丁目～八丁目、海岸通一丁目・二丁目、栄町一丁目～四丁目、山手一丁目～三丁目、物部一丁目～三丁目、上物部二丁目、塩屋一丁目・二丁目、宇山一丁目～三丁目、下加茂一丁目、小路谷、港

## 沿革
- 1929年（昭和4年）4月 会社設立
- 2004年（平成16年）7月 天然ガスへの転換完了（5Bガス18.83MJ→13Aガス46.0MJ）
- 2009年（平成21年）1月 標準熱量の変更（13Aガス45.0MJ）

## 周辺のガス事業者
- 大阪ガス
- 四国ガス